# Survivor Series (2008)
Survivor Series 2008 a fost ce-a de-a douăzecișidoua ediție a pay-per-view-ului anual Survivor Series organizat de World Wrestling Entertainment. A avut loc pe data de 23 noiembrie 2008 în arena TD Garden din Boston, Massachusetts.

## Rezultate
- Dark match: The Brian Kendrick l-a învins pe Kung Fu Naki
  - Kendrick l-a numărat pe Naki după un «The Kendrick».
- Team HBK (The Great Khali, JTG, Rey Mysterio, Shad Gaspard și Shawn Michaels) a învins Team JBL (John "Bradshaw" Layfield, John Morrison, Kane, The Miz și Montel Vontavious Porter) într-un 5-on-5 Survivor Series elimination match (18:13)
  - Michaels l-a eliminat pe Morrison după un «Sweet Chin Music».
- Team Raw (Beth Phoenix, Candice Michelle, Jillian Hall, Kelly Kelly și Mickie James) le-au învins pe Team SmackDown (Maria, Maryse, Michelle McCool, Natalya și Victoria) într-un 5-on-5 Survivor Series elimination match (09:39)
  - Phoenix a eliminato pe Maryse dupa un «Glam Slam».
- The Undertaker l-a învins pe Big Show într-un Casket Match (12:45)
  - Taker l-a băgat pe Show în sicriu câștigând lupta.
- Team Orton (Cody Rhodes, Mark Henry, Randy Orton, Shelton Benjamin și William Regal) a învins Team Batista (Batista, CM Punk, Kofi Kingston, Matt Hardy și R-Truth) într-un 5-on-5 Survivor Series elimination match (16:13) 
  - Orton l-a eliminat pe Batista după un «RKO» supraviețuind în meci alături de Rhodes.
- Edge i-a învins pe Triple H (c) și Vladimir Kozlov într-un Triple threat match câștigând campionatul WWE Championship (14:22)
  - Edge l-a numărat pe Triple H după o lovitură cu scaunul a lui Jeff Hardy.
  - Inițial, Jeff era parte a meciului dar a fost găsit inconștient (kayfabe) și a fost înlocuit de Edge.
- John Cena l-a învins pe Chris Jericho (c) câștigând campionatul WWE World Heavyweight Championship (21:19)
  - Cena l-a numărat pe Jericho după un «FU».